# Statuia Lupa Capitolina din Satu Mare

Statuia Lupoaicei din Satu Mare

Statuia Lupoaicei din Satu Mare este o statuie înfățișând pe legendarii întemeietori ai Romei, frații Romulus și Remus, alăptați de o lupoaică. Statuia care redă legenda întemeierii Romei, conform căreia cei doi frați care au întemeiat orașul au fost îngrijiți de o lupoaică.

## Localizare
Statuia este amplasată actualmente în Piața Vasile Lucaciu din Satu Mare. În perioada de dinainte de 1989 a fost mutată în Piața Libertății, în centru, în locul unde este acum statuia lui Vasile Lucaciu.

## Descriere
Statuia este o copie a celebrei „Lupa Capitolina” din capitala Italiei. Pe stâlpul susținător se găsește inscripția „ROMANAE VIRTUTI IN DACIA REDIVIVAE SACRUM” și trei medalioane turnate cu chipul lui Traian, Decebal și Ferdinand I.

## Istorie
Prima copie a Lupoaicei, confecționată din bronz, a fost dezvelită la Satu Mare în 1936, vis-a-vis de Palatul Prefecturii, poziționată cu fața spre centrul orașului. După 1940, respectiva statuie a dispărut fără urma. Există unele supoziții că ar fi ajuns la Lugoj.
Statuia Lupoaicei expusă acum este amplasată în Piața Vasile Lucaciu, orientată cu fața înspre Monumentul Ostașului Român și a fost realizată în 1992 de sculptorul Radu Ciobanu, care a scos negativele de pe Statuia Lupa Capitolina din Turda, după care a turnat-o la el în atelier.
La acțiune au contribuit și L. Sabău (arhitect, proiectare), I. T. Rafan (inginer, coordonare) și cioplitoria Vistea din Cluj (execuție).

## Imagini

Vedere de ansamblu
Cele trei medalioane de pe stâlpul susţinător